# Batagur
Genre
Synonymes
- Tetraonyx Gray, 1830
- Tetronyx Lesson, 1832
- Kachuga Gray, 1856
- Batagurella Gray, 1869
- Dongoka Gray, 1869
- Callagur Gray, 1870
- Cantorella Gray, 1870

Batagur est un genre de tortues de la famille des Geoemydidae.

## Répartition
Les six espèces de ce genre se rencontrent en Asie du Sud-Est et en Asie du Sud.
Elles habitent les grands fleuves et, pour certaines espèces, leurs estuaires.

## Description
Ce sont de grandes tortues diurnes dont la longueur de sa carapace  varie de 48 cm (Batagur dhongoka) à 62,5 cm (Batagur affinis). Elles sont essentiellement herbivores. Elles pondent de 1 à 3 fois chaque année de 20 à 43 œufs par ponte.

## Liste des espèces
Selon TFTSG (14 juin 2011) :
- Batagur affinis (Cantor, 1847)
- Batagur baska (Gray, 1830)
- Batagur borneoensis (Schlegel & Müller, 1845)
- Batagur dhongoka (Gray, 1832)
- Batagur kachuga (Gray, 1831)
- Batagur trivittata (Duméril & Bibron, 1835)

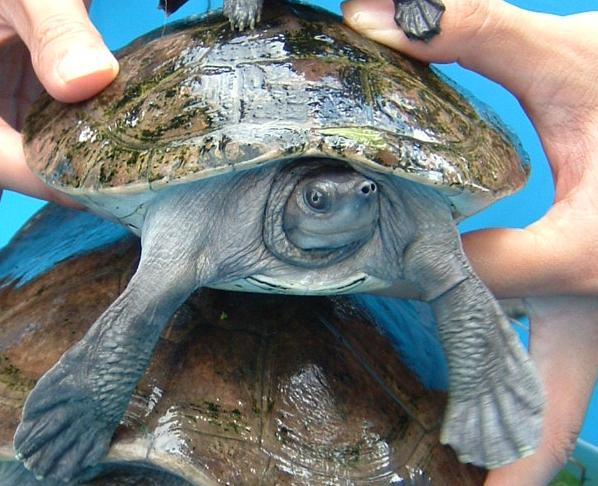
Batagur affinis
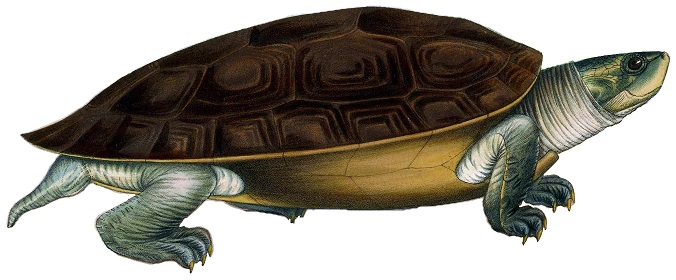
Batagur baska
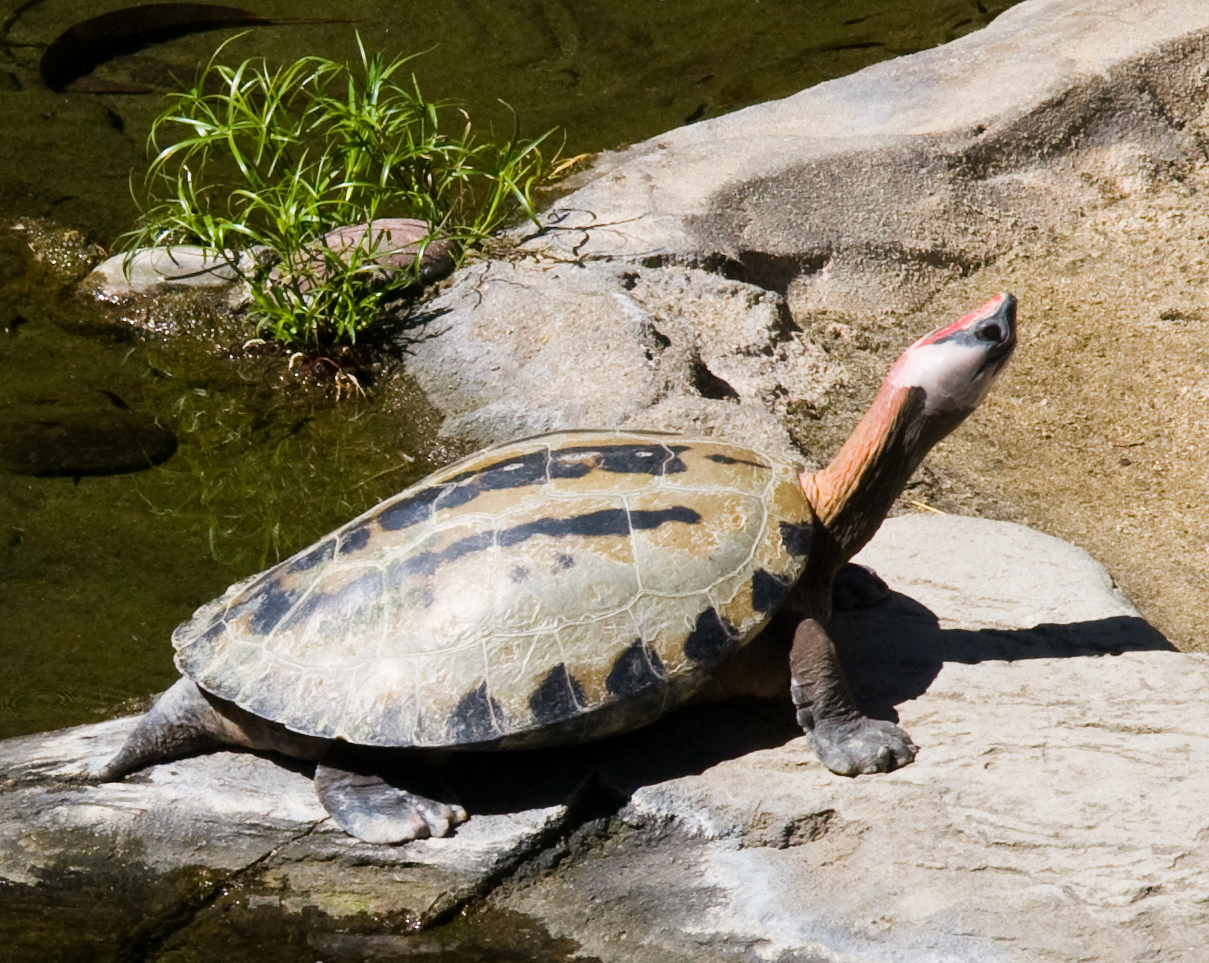
Batagur borneoensis
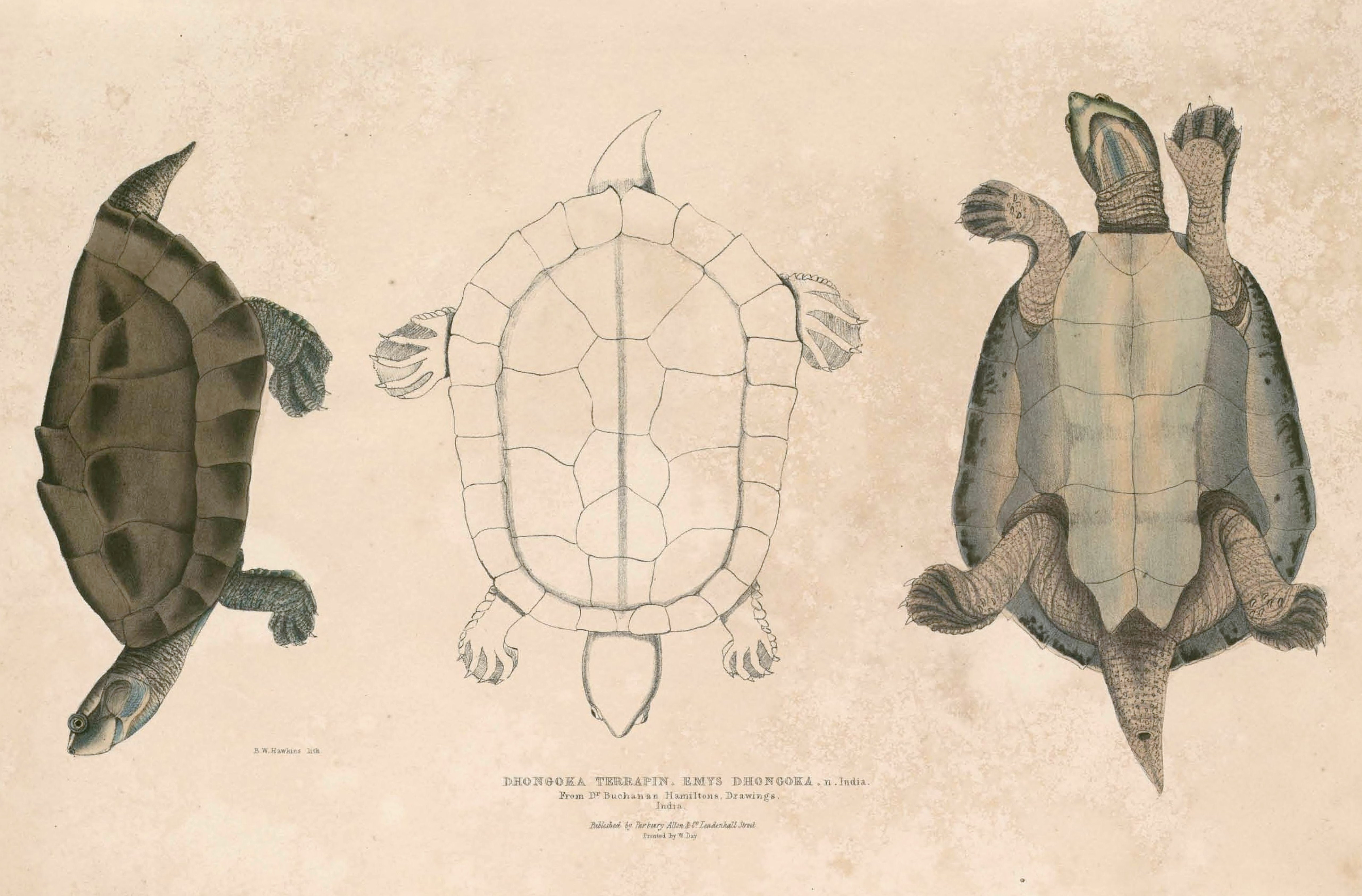
Batagur dhongoka
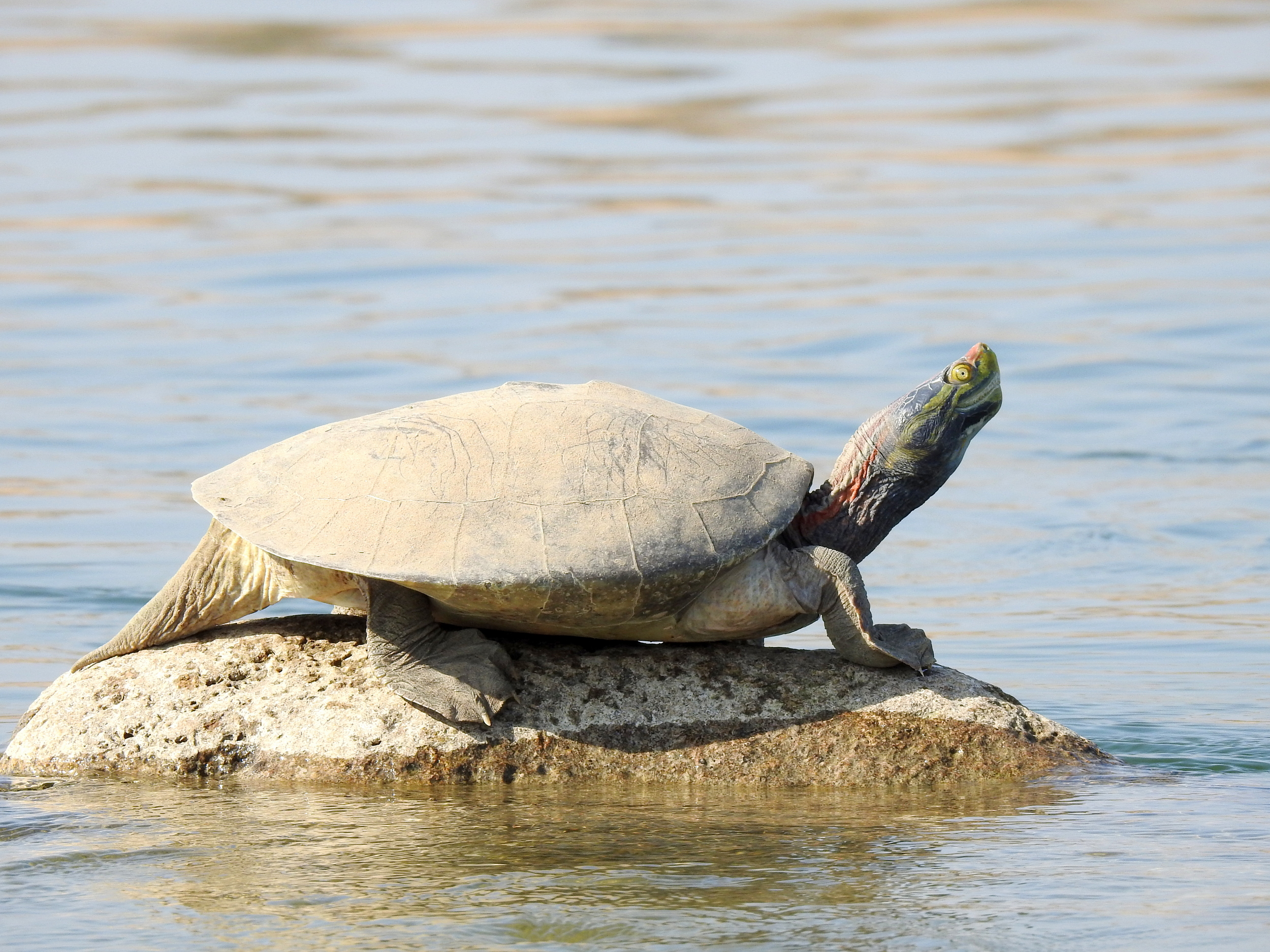
Batagur kachuga
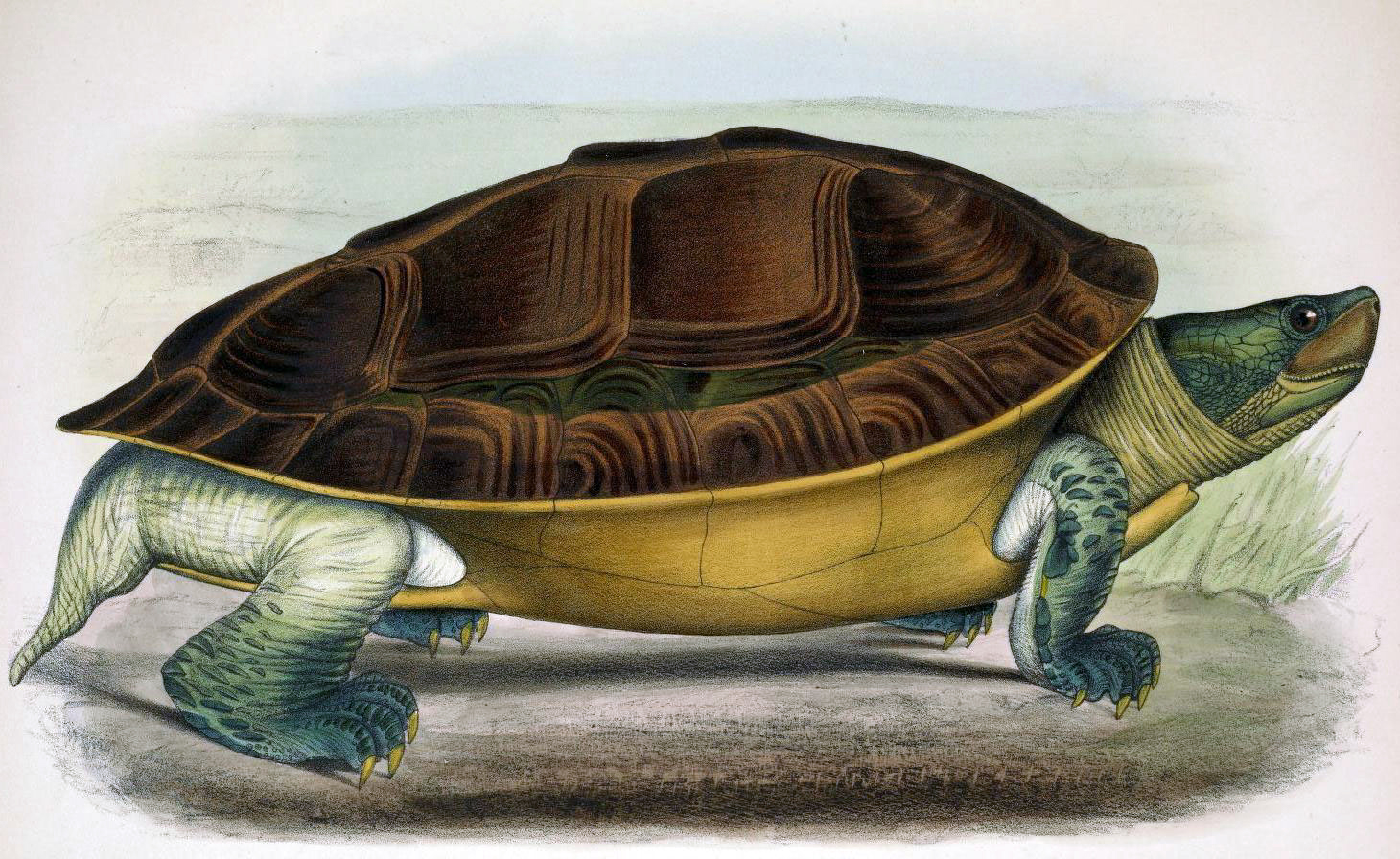
Batagur trivittata

## Publication originale
- Gray, 1856 "1855" : Catalogue of Shield Reptiles in the Collection of the British Museum. Part I. Testudinata (Tortoises). British Museum, London, p. 1-79 (texte intégral).